# Полет 138 на „Мартинеър“
Полет 138 на „Мартинеър“ е международен чартърен пътнически полет от международното летище Джуанда, Сурабая, Индонезия, до летище Кандара, Джида, Саудитска Арабия, с междинно кацане на международното летище „Бандаранаике“, Коломбо, Шри Ланка, управляван от „Мартинеър“. На 4 декември 1974 г. самолетът „Дъглас DC-8-55CF“, който изпълнява полета, се разбива в планина малко преди кацане в Шри Ланка и убива всички 182 пътници на борда, всички от които индонезийски поклонници хадж, както и 9 членове на екипажа.
Според разследването причината за инцидента е спускането на самолета под безопасна височина поради неправилно определяне на позицията му спрямо летището. Това е резултат от работата на доплеровия метеорологичен радар и метеорологичните радарни системи на борда, които дават възможност за погрешни тълкувания.
Катастрофата остава най-смъртоносната в историята на авиацията на Шри Ланка и третата най-смъртоносна с DC-8, след инцидентите при полет 1285R на „Ароу Еър“ и полет 2120 на „Найджерия Еъруейс“. По това, това е втората най-смъртоносна авиационна катастрофа в историята след тази при полет 981 на „Търкиш Еърлайнс“, която се случва по-рано същата година.